# Daehanjiji
 (octobre 2020).
Si vous disposez d'ouvrages ou d'articles de référence ou si vous connaissez des sites web de qualité traitant du thème abordé ici, merci de compléter l'article en donnant les références utiles à sa vérifiabilité et en les liant à la section « Notes et références ».

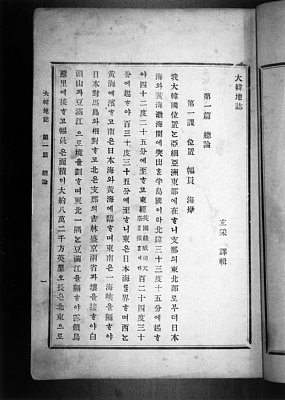
『Daehanjiji(大韓地誌)』1899, Hyeun Chae, Séoul

Daehanjiji (Hangeul: 대한 지지; Hanja: 大韓地誌) est un livre de géographie coréenne sur L’Empire coréen, écrit par Hyeun Chae (Hangeul:현채; Hanja:玄采) et publié par Gwangmun-sa (Hangeul : 광문사; Hanja : 廣文社), Séoul. 

## Daehanjiji
Hyeun Chae a écrit Daehanjiji, un ensemble de deux volumes de livres de géographie de l'école élémentaire coréenne, en 1899 traduisant et compilant des sources japonaises et coréennes.
Territoire de Empire coréen (大韓帝国), de Latitude nord 33°15’（北緯 三十三度十五分） à 42°25'（四十二度二十五分）, de Longitude est 124°30'（東経 百二十四度三十分） à 130°35'（百三十度三十五分).

## Carte "Daehan Jeondo"

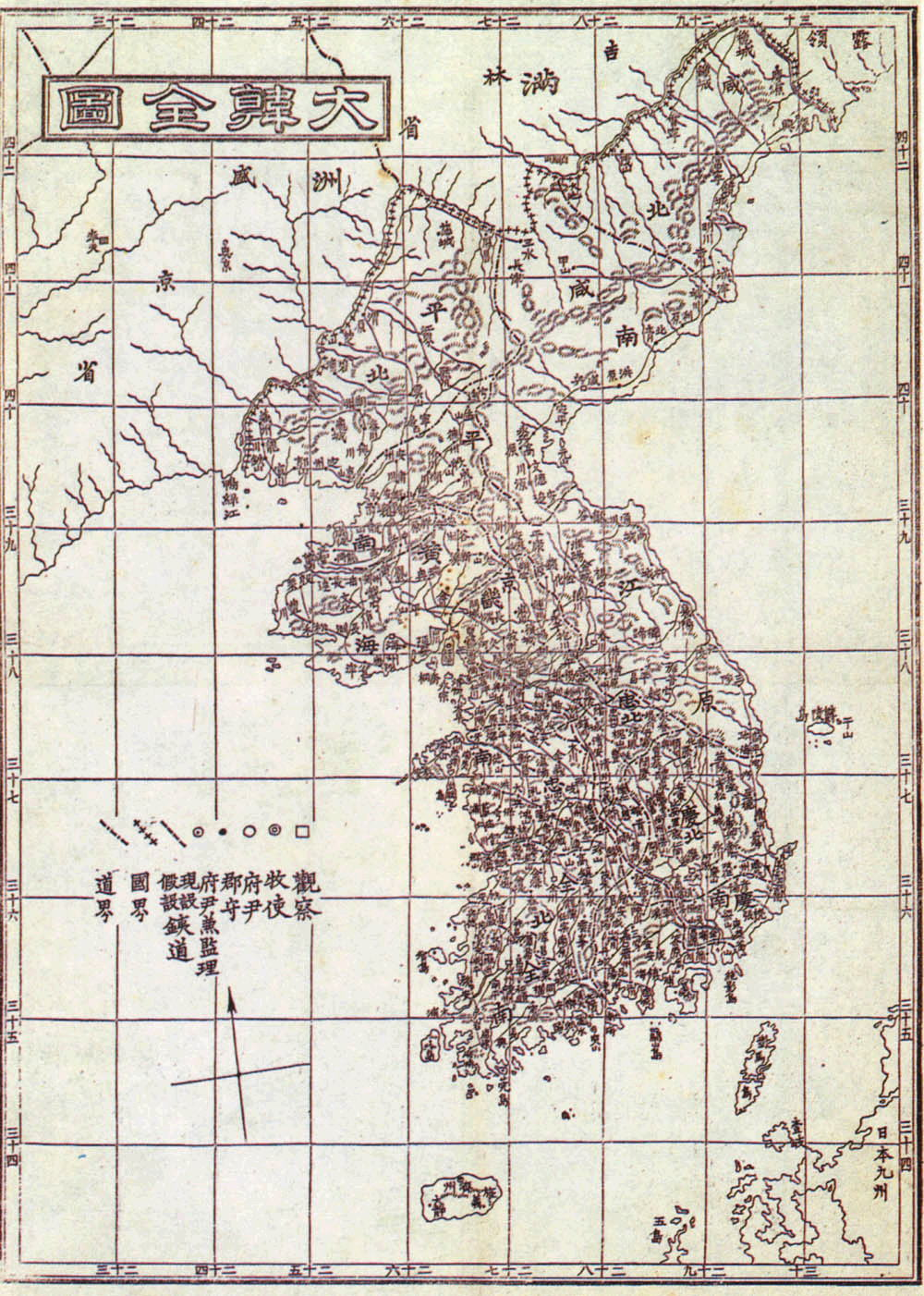
DaehanJeondo

"Daehan Jeondo" est les dessins ci-joints de Daihanjiji.Sur cette carte, Ulleungdo avec la mention Usan à droite.